# Scheintür der Prinzessin Wenschet
In der ägyptischen Sammlung des Roemer- und Pelizaeus-Museum Hildesheim befindet sich die Scheintür der Prinzessin Wenschet (Wnš.t), die Wölfin, aus der späten 4. Dynastie um 2460 v. Chr. (Inventarnummer PM 2971). Diese Scheintür aus Kalkstein stellt ein sehr informatives und interessantes Zeugnis zu Familien- und Lebensverhältnissen der 4. Dynastie dar.

König Cheops hatte im Westen seiner großen Pyramide einen wie in Straßenzügen gegliederten Mastabafriedhof für seine ranghöchsten Beamten anlegen lassen. Diese ließen sich allein oder auch ihre Familien dort bestatten. Am Ende der 4. Dynastie wurde eines dieser Gräber auch für Wenschet angelegt. Vermutlich handelt es sich um die Frau eines hohen Beamten, denn sie hatte den Hofrang einer „leiblichen Königstochter“ sowie das Ehrenamt einer „Gottesdienerin“ bei den Göttinnen Neith und Hathor. Sie war demnach ein ranghohes Mitglied des Hofstaats, gehörte aber sicher nicht zur königlichen Familie, die nämlich einen eigenen, im Osten liegenden Friedhof besaß. Ganz in der Nähe der Mastaba wurden ein Ersatzkopf und das Fragment einer Opferplatte gefunden. Opferplatte und Ersatzkopf sind charakteristisch für die Regierungszeit des Königs Cheops.

## Fundort
Die Scheintür gehörte zur Mastaba G 4840 auf dem Westfriedhof in Gizeh und wurde anlässlich der Grabung Hermann Junkers von George Reisner im Jahr 1914 gefunden. Sie war am Nordende der Ostseite verbaut.

## Gestaltung
Die Maße der Scheintür betragen Höhe 223,2 cm; Breite 147 cm; Tiefe 33,5 cm. Die Grabarchitektur, die Form und der Stil der Scheintür sind ungewöhnlich für die Cheopszeit. Die monumentale Scheintür, ein Monolith, musste als einzige Dekoration ihres Grabes in gedrängter Form alle Darstellungen, die für ihr Weiterleben nach dem Tode unabdingbar waren, enthalten. Wenschet selbst ist nicht nur im Giebelfeld am Opfertisch sitzend dargestellt, sondern tritt rechts als wichtigste und deshalb größte Person der ganzen Komposition auf. Im Verhältnis zu ihr sind ihre Angehörigen und Diener in feiner Rangabstufung deutlich kleiner abgebildet. Wenschet trägt eine lange Strähnchenperücke, ist reich geschmückt und mit dem üblichen Trägergewand für Frauen bekleidet. In den ausgewogenen Proportionen, betont weiblich, schlank und alterslos-jung aussehend, entspricht sie dem gewünschten Ideal. Vor ihr steht eine ihrer Töchter, die auf dem linken Außenpfosten ganz oben noch einmal auftritt, nun erwachsen mit eigenem Sohn vor einem Totenpriester. Auf den Innenpfosten stehen zwei Beamte mit Stab, die als Söhne der Wenschet bezeichnet sind, sowie vier Frauen, vermutlich weitere Töchter. Drei Generationen einer Familie sind hier dargestellt, nur der Ehemann und Vater fehlen. Man kann davon ausgehen, dass ihr Mann als hoher Beamter des Hofstaates ein eigenes Grab besaß. Unten auf der Scheintür stellen Totenpriester mit Waschgeschirr, Rinderschenkeln und Antilope die ewige Versorgung sicher. Links treten sechs Personen mit Körben auf dem Kopf auf. Sie repräsentieren Domänen, die Abgaben für den Totenkult der Wenschet liefern. Sie verfügt demnach über eigene Einkünfte für die regelmäßigen Opfer und die Entlohnung der Totenpriester.